# Веларде, Педро
Педро Веларде (исп. Pedro Velarde y Santillán) (Мариедас, Кантабрия, Испания 25 октября 1779 — Мадрид 2 мая 1808) — капитан артиллерии, один из руководителей восстания жителей Мадрида против оккупации города войсками французского императора Наполеона Бонапарта.

## Биография
Он родился в Муридасе, в долине Камарго (Кантабрия), в особняке-дворце Веларде (дом-дворец, в котором с 1966 года находится этнографический музей Кантабрии), в семье Хосе Антонио Веларде и его жены Марии Луизы де Сантильян.
Веларде поступил в Артиллерийскую академию в Алькасар в Сеговии в 1793 году. Педро Веларде окончил академию одним из лучших, ему было присвоено звание младшего лейтенанта в 1799 году. Веларде участвовал в войне с Португалией в 1800 году и было присвоено звание лейтенанта в 1801 году. Веларде возвратился в Академию артиллерии после войны и работал преподавателем математики и баллистики. В 1806 году он был назначен секретарём Корпуса Артиллерии.
Подразделением, присоединившимся к восставшим, были артиллеристы из казарм Monteleón. Во время восстания против французских войск 2 мая 1808 года, Веларде и 37 солдат защищали казармы артиллерии Monteleón. Веларде, наряду с Луисом Даоисом де Торресом и большинством солдат, погибли в бою.